# 취리히 슈타델호펜역
취리히 슈타델호펜역(독일어: Bahnhof Zürich Stadelhofen)은 스위스 연방 철도의 취리히- 라퍼스빌, 취리히- 빈터투어, 취리히 -우스터 노선에 있는 취리히시의 중요한 지역 철도역이다. 인접한 역인 취리히 슈타델호펜 FB는 포어히반(FB) 교외 철도의 종점이며 취리히 트램 네트워크의 여러 노선이 운행된다.
슈타델호펜은 취리히 오페라 하우스와 벨뷰 광장과 가깝다. 이 역은 취리히 호수 옆의 도심에 위치하며, 그가 공부했던 도시의 건축가 산티아고 칼라트라바의 초기 작품을 구성한다.

## 역사

1990년의 철도 노선 변경

슈타델호펜역은 취리히 중앙역에서 라퍼스빌역까지 취리히호 우안 철도 (레히트주프리게 취리히제 철도)와 동시에 1894년에 개업했다. 1990년까지 역은 중앙역에서 서쪽 방향으로 출발한 이 단일 선로의 중간 정류장이었고, 이후 리마트강을 가로지르는 육교를 통해 시계 방향으로 270도 회전 하고 레텐역과 레텐 터널을 지나 슈타델호펜으로 향했다. 철도로 중앙역과 슈타델호펜 사이의 거리는 직선으로 1.5km 떨어져 있음에도 불구하고 약 5km였다.
1990년에 취리히의 이 부분의 철도 지형에 큰 변화가 있었다. 슈타델호펜의 북쪽에 있는 레텐 터널은 폐쇄되었고, 트윈 트랙 히르센그라벤 터널로 대체되었다. 이 터널은 리마트 강 아래에서 중앙역까지 직통 경로를 따라 그곳에서 낮은 수준의 플랫폼을 통해 새로운 서비스를 제공한다. 동시에 슈타델호펜 남쪽에 교차로가 형성되어 취리히를 출발하는 열차가 원래의 우안선을 타고 티펜브루넨역으로 갔다가 라퍼스빌로 향하거나 새로 건설된 취리히베르크 터널을 통해 취리히의 동쪽과 북쪽의 슈테트바흐역까지 이동할 수 있게 되었다.
따라서 슈타델호펜은 취리히 S-반의 서쪽-동쪽 백본의 일부가 되었으며, 추가 플랫폼과 향상된 역 기반시설을 통해 현재의 형태로 크게 재건되었다.

## 레이아웃 및 시설
이 역은 취리히 도심의 남동쪽에 있으며 슈타델호펜 도시 광장에 인접해 있다. 역은 완만한 곡선을 이루고 있으며 대략 북쪽에서 남쪽으로 정렬되어 있으며 서쪽에는 본관 건물과 광장이 있고 동쪽에는 상승하는 언덕이 있다. 역에는 서쪽의 측면 승강장과 동쪽의 섬 승강장과 함께 3개의 선로가 있다. 양쪽 끝의 철도 접근은 터널에 있으며, 북쪽으로는 취리히 중앙역까지 히르셴그라벤 터널이 있다. 남쪽으로 노선은 터널 내부에서 나뉜다. 하나는 취리히베르크 터널을 지나 슈테트바흐 역까지, 다른 하나는 티펜브루넨역까지 단일 트랙 터널을 통과한다.
역은 양쪽에서 접근할 수 있다. 지하 소매 아케이드는 선로 아래에 있는 역의 길이를 달리고 플랫폼과 역 입구 사이에 접근을 제공한다. 지하 접근은 역을 가로지르는 두 개의 다리로 보완된다.

## 운행
슈타델호펜역은 취리히 교통 네트워크의 정점이다. 주요 역은 SBB 라인에서 운행되는 취리히 S-반의 S3, S5, S6, S7, S9, S11, S12, S15 및 S16 라인에 의해 제공된다. S20 및 S23은 추가 피크타임 서비스를 제공한다. 포어히반을 가로지르는 S-반 노선 S18은 슈타델호펜플라츠 정류장에서 역 외부에서 출발한다.
주요 슈타델호펜역의 모든 열차는 히르센그라벤 터널과 중앙역의 저층 플랫폼 41–44를 통해 운행되며 하르트브뤼케역까지 계속된다. 그들은 대부분의 시간에 취리히 중앙역을 오가는 시간당 18대의 열차를 제공한다. 서비스되는 다른 방송국은 다음과 같다(tph = 시간당 차량수):
- 아라우 (S11, 1 tph)
- 아폴터른 암 알비스 (S5, 2 tph)
- 바덴 (S6/S12; 4 tph)
- 브루크 AG (S12; 2 tph)
- 뷜라흐 (S9; 2 tph)
- 디에티콘 (S11/S12; 4 tph)
- 에프레티콘 (S3/S7; 4 tph)
- 헤를리베르크-펠트마일렌 (S6/S16; 4 tph)
- 니더베닝엔 (S15; 2 tph)
- 라프츠 (S9; 2 tph)

- 라퍼스빌 (S5/S7/S15; 6 tph)
- 샤프하우젠 (S9/S12; 2 tph)
- 외티콘 (S6/S7; 4 tph)
- 우스터 (S5/S9/S15, 6 tph)
- 베치콘 (S3/S5/S15; 6 tph)
- 빈터투어 (S7/S11/S12, 6 tph)
- 추크 (S5; 2 tph)
- 취리히 공항 (S16; 2 tph)
- 취리히 알트슈테텐 (S5/S11/S12, 6 tph)
- 취리히 욀리콘 (S6/S7/S9/S15/S16; 10 tph)

포어히반(S18행)은 슈타델호펜플라츠 정류장에서 포어히를 거쳐 에슬링엔까지 운행된다. 슈타델호펜플라츠 정류장은 교통회사 취리히의 트램 11번과 15번 노선과도 연결되어 있으며, 같은 운영사 트램 노선 2번과 4번은 인근 오페른하우스 정류장까지 운행한다. 트램과 버스는 슈타델호펜을 취리히시 안팎으로 연결한다.

## 건축
기존 슈타델호펜역 건물은 1894년에 지어졌으며, 주변 건물을 반영한 신고전주의 양식으로 지어졌다. 1990년대에 기차역은 스페인 건축가 산티아고 칼라트라바에 의해 재건되었다. 이 재건의 주요 과제는 역 위로 한쪽으로 솟아 있는 가파른 언덕과 다른 한쪽으로 도시 광장이 있는 역에 세 번째 트랙을 추가하는 것이었다.
그 결과로 만들어진 디자인은 광장 쪽의 기존 역 건물을 보존하고, 세 번째 트랙과 이를 제공하는 플랫폼을 위한 공간을 제공하기 위해 언덕을 굴착했다. 그런 다음 산허리를 다층 구조로 복원하여 산책로와 제방을 복원하는 동시에 개방된 자연 채광의 섬 플랫폼을 제공했다. 새로운 트랙과 기존 이웃을 제공한다. 이 플랫폼 위의 거대한 캐노피는 역의 정사각형 측면에 있는 플랫폼 위의 훨씬 더 가벼운 금속과 유리 캐노피로 보완된다. 역 길이 아래에 지하 아케이드를 만들어 플랫폼과 역 입구 사이의 접근은 물론 소매 공간을 제공했다. 아케이드는 조각 아치로 둘러싸여 있으며 플랫폼에 내장된 유리블록을 통해 자연스럽게 조명된다. 지하 아케이드뿐만 아니라 두 개의 다리가 역을 가로질러 양쪽에서 도시를 연결한다.
역 건물과 승강장 모두 스위스 국가 중요 문화재 목록에 등재되어 있다.

## 같이 보기
- 스위스의 철도